# Сентраль Кордова (футбольный клуб, Сантьяго-дель-Эстеро)
«Сентра́ль Ко́рдова» (исп. Club Atlético Central Córdoba (Santiago del Estero)) — аргентинский футбольный клуб из города Сантьяго-дель-Эстеро.

## История
Клуб был основан 3 июня 1919 года рабочими Центральной железной дороги Кордовы.
Впервые в Высший дивизион команда из Сантьяго-дель-Эстеро попала в 1967 году. Тогда в турнире Насьональ «Сентраль Кордова» заняла 14-е место из 16 участников. За весь турнир команда одержала две победы — в гостях над «Бокой Хуниорс» (2:1) и дома над «Сан-Лоренсо» из Мар-дель-Платы (3:1).
В 1971 году «Сентраль Кордова» вновь играла в чемпионате Насьональ, одержав уже три победы, трижды сыграв вничью и проиграв восемь матчей. Это позволило занять лишь 13-е место из 14 команд.
В дальнейшем на протяжении многих лет команда играла в региональных турнирах. В 1986 году «Сентраль Кордова» получила право принять участие во Втором дивизионе чемпионата Аргентины (Примера B Насьональ), где играл на протяжении шести лет. Возвращение во второй эшелон аргентинского футбола случилось лишь через 22 года — в ноябре 2014 года.
8 июня 2019 года «Сентраль Кордова» в ответном матче плей-офф за право выхода в Примеру в серии пенальти обыграла «Сармьенто» со счётом 5:3 (непосредственно матчи завершились ничейными результатами — 1:1 и 0:0). Таким образом, команда из Сантьяго-дель-Эстеро спустя 48 лет возвратилась в Высший дивизион чемпионата Аргентины.

## Достижения
- Обладатель Кубка Аргентины (1): 2024
- Победитель Торнео Федераль A (третий дивизион) (2): 2014 (один из победителей пяти групп), 2017/18
- Победитель Торнео Интериор (третий дивизион) (1): 1986 (один из победителей 13 групп)